# Rudolf Lüttinger
Rudolf Lüttinger (* 9. Dezember 1906; ?) war ein deutscher Spitzenturner und Mitglied der Deutschlandriege.
Er kam aus Ludwigshafen, war von Beruf Maurer und turnte für die Betriebssportgemeinschaft Ludwigshafen.
Lüttinger turnte seit seinem 13. Lebensjahr und konnte zahlreiche Siege bei großen nationalen Veranstaltungen erreichen.
Am 11. Dezember 1938 turnte er mit der deutschen Nationalmannschaft im Dresdner Zirkus Sarrasani gegen Polen und wurde Fünfter in der Einzelwertung.